# Hossein Alizadeh (componist)

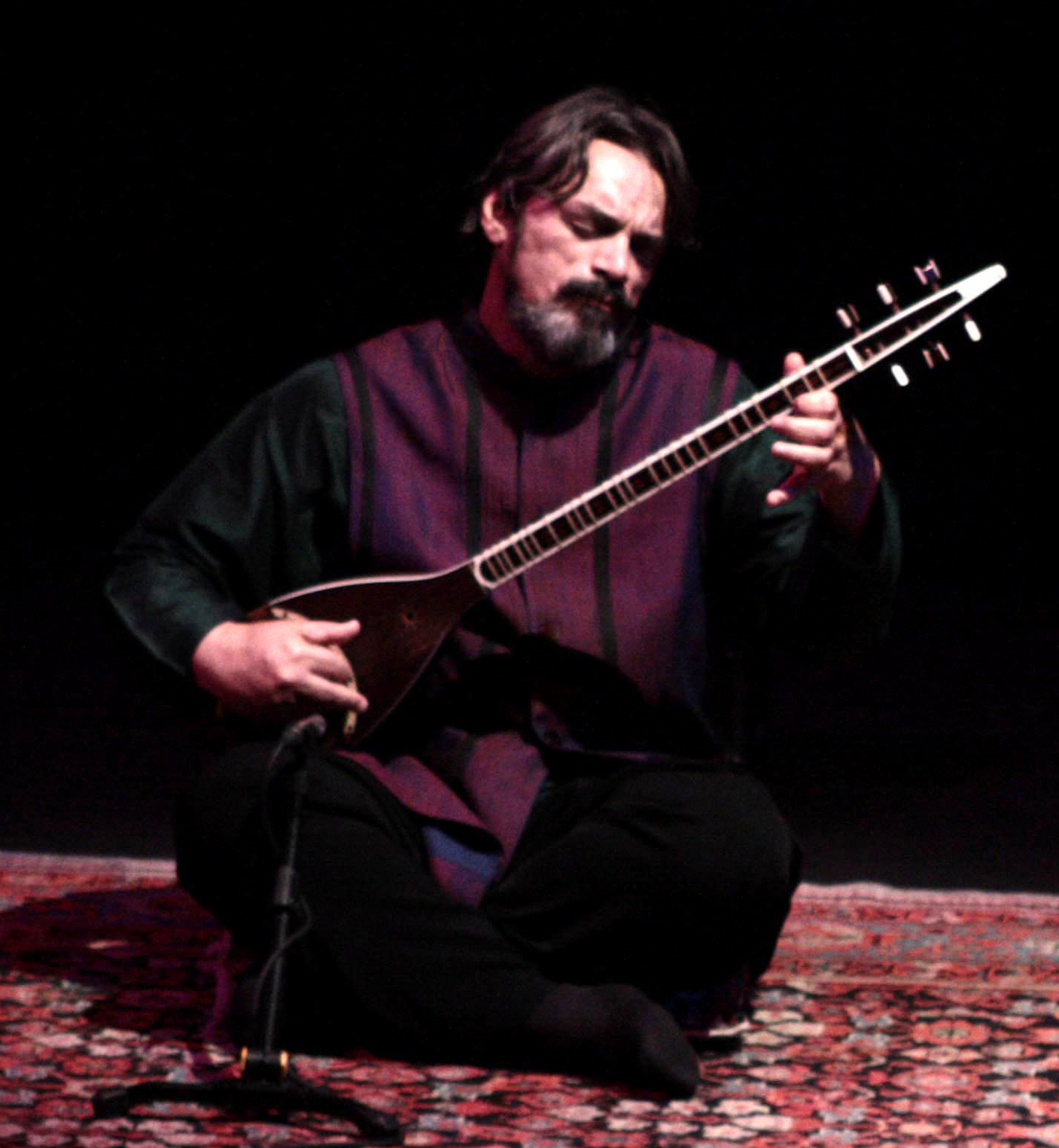
Hossein Alizadeh in 2006

Hossein Alizadeh luisterⓘ; (Perzisch: حسین علیزاده) is een meester van tar, setar en klassieke Perzische muziek.
Alizadeh werd in 1951 in Teheran geboren. Hij studeerde tar en Perzische muziek aan het Nationale Conservatorium en de Universiteit van Teheran.
Alizadeh is net als Kayhan Kalhor lid van het ensemble Masters of Persian Music.

## Discography
- 2014 - Eşqim Gəl, met Hamavayan Ensemble (Azerbaijani language)
- 2010 – Birthplace of Earth, met Hamavayan Ensemble, Ba Music Records.
- 2009 – Half Moon, Ba Music Records.
- 2009 – Echoes of Light met Madjid Khaladj, Ba Music Records.
- 2007 – Ode To Flowers, met Hamavayan Ensemble, Ba Music Records.
- 2006 – Endless Vision, met Djivan Gasparyan
- 2005 – Birds, met Madjid Khaladj en Homa Nikham, Ba Music Records.
- 2005 – Faryad (The Cry), met MR Shajaian, Kayhan Kalhor en H Shajarian, World Village Music
- 2003 – Sallaneh, Mahoor Institute
- 2002 – Bi To Be Sar Nemishavad (Without You), MR Shajarian,Keyhan Kalhor en Homayoun Shajarian, World Village Music
- 2001 – Chahargah & Bayat-e Tork met Hossein Omumi, M Ghavihelm, Mahoor Institute
- 2000 – Zemestan ast (It's Winter), Mehdi Akhavan Sales: Poems MR Shajaian: Vocals Hossein Alizadeh: Tar Kayhan Kalhor: Kamancheh H Shajarian: Vocals & tombak Soroush Co.
- 1999 – Raz-e No (Novel Mystery), Hossein Alizadeh: Composer, Tar, Tanbur Mohsen Keramati, Afsaneh Rasayi, Homa Niknam, Ali Samadpour: Vocals Daryush Zargari: Tombak Mahoor Institute
- Paria, Qesseh-ye Dokhtara-ye Nane Darya (Paria, Tale of Daughters of the Mother Sea)
- 1996 – Sobhgahi Hossein Alizadeh: Composer Mohsen Karamati: Vocals Mahoor Institute
- 1995 – Musique iranienne: improvisations (کنسرت بداهه نوازی : نوا و همایون ): H. Alizadeh: tar & setar; Madjid Khaladj: tombak, Buda Records
- 1994  – Paykubi Hossein Alizadeh: Setar Daryush Zargari: Tombak Mahoor Institute
- 1993 – Hamnavaei Hossein Alizadeh: Tar Arshad Tahmasbi: Tar Dariush Zargari: Tombak Mahoor Institute
- 1991 – Ava-ye Mehr (Song of Campassion), Hossein Alizadeh: Composer Orchestra of Indigenous Instruments of Iran
- 1990 – No Bang-e Kohan (Ancient Call-Anew) Mahoor Institute
- 1988 – Shourangiz (Song of Campassion), Hossein Alizadeh: Composer Sheyda and Aref Groups Shahram Nazeri: Vocals Mahoor Institute
- 1989 – Torkaman, Hossein Alizadeh: Setar Mahoor Institute
- 1988 – Raz-o-Niaz, Hossein Alizadeh: Composer Sheyda en Aref Groups Alireza Eftekhari: Vocals Mahoor Institute
- 1986 – Dream
- 1983 – NeyNava, Hossein Alizadeh: Composer String Orchestra of the National Radio and Television of Iran Djamshid Andalibi: Ney Soloist
- 1983 – Osyan (Revolt)
- 1977 – Hesar
- 1977 – Savaran-e Dasht-e Omid (Riders of the Plain of Hope)

## Concerten in Nederland
Hossein Alizadeh heeft in Nederland concerten gegeven in het Tropentheater te Amsterdam en de Verkadefabriek te 's-Hertogenbosch.